# Stena Line
Stena Line è una compagnia di navigazione svedese che si occupa del trasporto di persone, merci e di autoveicoli via mare. La Stena Line opera con 20 rotte e tragitti che servono Danimarca, Germania, Irlanda, Lettonia, Paesi Bassi, Norvegia, Polonia, Svezia e Regno Unito, ed è uno dei più importanti operatori marittimi al mondo.
La compagnia, fondata nel 1962, con sede a Göteborg in Svezia, contava nel 2015 circa 5.000 dipendenti con un fatturato di 12,0 miliardi di corone svedesi.
La compagnia di navigazione possiede 35 traghetti e nel 2016 ha trasportato 7,3 milioni di passeggeri, 1,6 milioni di veicoli e 2 milioni di merci.
8 aprile 2024,  Stena Line ha acquisito il 49% delle azioni di Africa Morocco Link (AML) da Attica Group, espandendole al di fuori dell'Europa. Gestiscono le rotte Tanger Med, Marocco - Algeciras, Spagna e Tanger Ville, Marocco- Tarifa, Spagna. 

## Flotta

### Flotta Stena Line
| Tipo     | Traghetto              | Numero IMO | Lunghezza f.t. (in metri) | Larghezza (in metri) | Stazza | Velocità (in nodi) | Capacità Passeggeri | Metri lineari di carico merci | Anno di costruzione | Note                             |
| -------- | ---------------------- | ---------- | ------------------------- | -------------------- | ------ | ------------------ | ------------------- | ----------------------------- | ------------------- | -------------------------------- |
| Ro-Pax   | Stena Estrid           | 9807293    | 215                       | 28                   | 40.500 | 23                 | 1200                | 3.100                         | 2019                | Classe E-Flexer                  |
| Ro-Pax   | Stena Edda             | 9807308    | 215                       | 28                   | 41.671 | 23                 | 1200                | 3.100                         | 2019                | Classe E-Flexer                  |
| Ro-Pax   | Stena Embla            | 9807322    | 215                       | 28                   | 41.671 | 23                 | 1200                | 3.100                         | 2020                | Classe E-Flexer                  |
| Ro-Pax   | Stena Estelle          | 9862994    | 215                       | 28                   | 41.671 | 23                 | 1200                | 3.100                         | 2022                | Classe E-Flexer                  |
| Ro-Pax   | Stena Ebba             | 9863003    | 215                       | 28                   | 41.671 | 23                 | 1200                | 3.100                         | 2022                | Classe E-Flexer                  |
| Ro-Pax   | Mecklenburg Vorpommern | 9131797    | 199,95                    | 28,90                | 37.987 | 21                 | 600                 | 3.202                         | 1996                |                                  |
| Ro-Pax   | Skåne                  | 9133915    | 200,20                    | 29,60                | 42.705 | 21                 | 600                 | 3.295                         | 1998                |                                  |
| Ro-Pax   | Somerset               | 9188221    | 183,40                    | 25,20                | 21.005 |                    | 12                  | 2.425                         | 1999                |                                  |
| Ro-Pax   | Stena Adventurer       | 9235529    | 211,56                    | 29,88                | 43.532 | 22                 | 1.500               | 3.400                         | 2003                |                                  |
| Ro-Pax   | Stena Britannica       | 9419175    | 240,00                    | 32,00                | 64.039 | 22                 | 1.200               | 5.566                         | 2010                |                                  |
| Ro-Pax   | Stena Hollandica       | 9419163    | 240,00                    | 32,00                | 64.039 | 22                 | 1.200               | 5.566                         | 2010                |                                  |
| Ro-Pax   | Stena Danica           | 7907245    | 154,89                    | 28,04                | 29.289 | 21                 | 2.274               | 1.640                         | 1983                |                                  |
| Ro-Pax   | Stena Europe           | 7901760    | 149,02                    | 26,53                | 24.828 | 19                 | 1.400               | 1.120                         | 1981                | noleggiata a Africa Marocco Link |
| Ro-Ro    | Stena Foreteller       | 9214666    | 195,30                    | 26,80                | 24.988 | 22,5               |                     | 3.000                         | 2003                |                                  |
| Ro-Ro    | Stena Forerunner       | 9227259    | 195,30                    | 26,80                | 24.688 | 22,5               |                     | 3.000                         | 2003                |                                  |
| Ro - Pax | Stena Germanica        | 9145176    | 241,26                    | 29,32                | 51.837 | 21,5               | 1.300               | 3.800                         | 2001                |                                  |
| Ro - Pax | Stena Scandinavica     | 9235517    | 240,09                    | 29,88                | 57.639 | 21,5               | 1.300               | 3.800                         | 2003                |                                  |
| Ro - Pax | Stena Hibernia         | 9121637    | 142,50                    | 23,47                | 13.017 | 18,6               | 12                  | 1.710                         | 1996                |                                  |
| Ro - Pax | Stena Jutlandica       | 9125944    | 182,35                    | 28,43                | 29.691 | 21,5               | 1.500               | 2.100                         | 1996                |                                  |
| Ro - Pax | Stena Horizon          | 9332559    | 186,54                    | 25,60                | 27.522 | 24                 | 970                 | 2.250                         | 2006                |                                  |
| Ro - Pax | Stena Flavia           | 9417919    | 186,54                    | 25,60                | 26.904 | 21,5               | 880                 | 2.255                         | 2008                |                                  |
| Ro - Pax | Stena Scandica         | 9329849    | 222                       | 26,00                | 27.510 | 24                 | 970                 | 2.850                         | 2005                | Già Stena Lagan                  |
| Ro - Pax | Stena Baltica          | 9329851    | 222                       | 26,00                | 27.510 | 24                 | 970                 | 2.850                         | 2005                | Già Stena Mersey                 |
| Ro - Pax | Stena Nautica          | 8317954    | 135,46                    | 24,62                | 19.504 | 17,5               | 900                 | 1.265                         | 1986                |                                  |
| Ro - Pax | Stena Nordica          | 9215505    | 170,50                    | 25,80                | 24.206 | 25,7               | 450                 | 1.950                         | 2000                |                                  |
| Ro - Ro  | Stena Scotia           | 9121625    | 142,50                    | 23,20                | 13.017 | 18                 | 12                  | 1.692                         | 1996                |                                  |
| Ro - Pax | Stena Spirit           | 7907661    | 175,40                    | 30,30                | 39.193 | 21                 | 1.300               | 2.214                         | 1988                |                                  |
| Ro - Pax | Stena Superfast VII    | 9198941    | 203,40                    | 25,00                | 30.285 | 23                 | 1.300               | 1.924                         | 2001                |                                  |
| Ro - Pax | Stena Superfast VIII   | 9198953    | 203,40                    | 25,00                | 30.285 | 23                 | 1.200               | 1.924                         | 2001                |                                  |
| Ro - Pax | Stena Transit          | 9469388    | 212,00                    | 31,62                | 33.690 | 22                 | 300                 | 4.056                         | 2011                |                                  |
| Ro - Pax | Stena Transporter      | 9469376    | 212,00                    | 31,62                | 33.690 | 22                 | 300                 | 4.056                         | 2011                |                                  |
| Ro - Pax | Stena Vinga            | 9323699    | 129,90                    | 23,40                | 14.551 |                    |                     | 1.538                         | 2005                | noleggiata a DFDS                |
| Ro - Pax | Stena Vision           | 9323699    | 175,37                    | 30,82                | 39.191 | 20                 | 1.300               | 2.214                         | 1987                |                                  |
| Ro - Ro  | Stena Forwarder        | 9645396    | 180                       | 25                   | 21.966 | 20                 | 12                  |                               | 2016                |                                  |
| HSC      | Stena Carisma          | 9127760    | 88                        | 30                   | 8.631  | 40                 | 900                 | /                             | 1997                | In disarmo a Göteborg dal 2013   |

## Flotta Stena RoRo
| Traghetto              | Tipo   | Numero IMO | Lunghezza f.t. (in metri) | Larghezza (in metri) | Stazza | Velocità in nodi | Capacità Passeggeri | Metri lineari di carico merci | Anno di costruzione | Note                                                                                     |
| ---------------------- | ------ | ---------- | ------------------------- | -------------------- | ------ | ---------------- | ------------------- | ----------------------------- | ------------------- | ---------------------------------------------------------------------------------------- |
| Stena Forecaster       | Ro-Ro  | 9214678    | 195                       | 26                   | 24.688 | 21               | 12                  |                               | 2003                | Noleggiata alla CMA CGM                                                                  |
| Stena Shipper          | Ro-Ro  | 9503639    | 193,0                     | 26,07                | 29.429 | 21,5             | 12                  | 3.700                         | 2012                | ex Giuseppe Lucchesi per Tirrenia Cargo. Noleggiata alla Tunisia Ferries                 |
| Salamanca              | Ro-Pax | 9867592    | 214,5                     | 27,8                 | 42.000 | 23               | 1.100               | 3.100                         | 2021                | Noleggiata alla Brittany Ferries con contratto a lungo termine con opzione d'acquisto.   |
| Galicia                | Ro-Pax | 9856189    | 214,5                     | 27,8                 | 42.000 | 23               | 1.100               | 3.100                         | 2021                | Noleggiata alla Brittany Ferries con contratto a lungo termine con opzione d'acquisto.   |
| Santoña                | Ro-Pax | 9886847    | 214,5                     | 27,8                 | 42.000 | 23               | 1.100               | 3.100                         | 2022                | Noleggiata alla Brittany Ferries con contratto a lungo termine con opzione d'acquisto.   |
| Côte d'Opale           | Ro-Pax | 9858321    | 214,5                     | 27,8                 | 40.331 | 23               | 1.000               | 3.100                         | 2021                | Noleggiata alla DFDS con contratto a lungo termine con opzione d'acquisto.               |
| Saint-Malo             | Ro-Pax | 9946336    | 194,7                     | 27,8                 | 36.965 | 23               | 1.310               | 2.410                         | 2024                | Noleggiato alla Brittany Ferries con un contratto a lungo termine con opzione d'acquisto |
| Guillaume de Normandie | Ro-Pax | 9946324    | 194,7                     | 27,8                 | 36 695 | 23               | 1.310               | 2.517                         | 2024                | Noleggiato alla Brittany Ferries con un contratto a lungo termine con opzione d'acquisto |
| Capu Rossu             | Ro-Pax | 1074527    | 202,9                     | 27,8                 | 38.208 | 23               | 1.000               | 2.500                         | 2026                | Noleggiato a scafo nudo per 10 anni alla Corsica Linea con opzione di acquisto           |
| Ala'Suinu              | Ro-Pax | 9946257    | 202,9                     | 27,8                 | 37.807 | 23               | 1.000               | 2.571                         | 2024                | Noleggiato a lungo termine alla Marine Atlantic                                          |
| Attica NB270           | Ro-Pax |            | 214,5                     | 27,8                 | 42.000 | 23               | 2.200               | 3.600                         | 2027                | In costruzione                                                                           |
| Attica NB271           | Ro-Pax |            | 214,5                     | 27,8                 | 42.000 | 23               | 1.200               | 3.600                         | 207                 | In costruzione                                                                           |
| Kerry                  | Ro-Pax | 9243447    | 186,5                     | 25,6                 | 25.000 | 24               | 950                 | 2.050                         | 2001                | Noleggiata a Baleària                                                                    |
| A Nepita               | Ro-Pax | 9211511    | 203,90                    | 25,4                 | 30.551 | 23               | 1.200               | 1.891                         | 2002                | Noleggiata alla Corsica Linea per 8 anni con opzione d'acquisto.                         |